# HQ-16
Хунци-16 или HQ-16 (кит. упр. 红旗十六号, пиньинь hóngqí shí liù hào, палл. хунци ши лю хао, буквально: «Красное знамя-16», экспортное обозначение — LY-80) — совместный китайский проект модернизации корабельного ЗРК 9K37M1-2 «Штиль» среднего радиуса действия. Также ряд источников сообщает об использовании в проекте ряда технологий российского ЗРК «Бук». Имеет варианты корабельного и наземного базирования. ЗРК Имеет специальные РЛС, которые не подходят к другим ЗРК, только к HQ-16. ЗРК находится на базе тягача Taian.

## Описание
Морской вариант имеет 32 ячейки для ЗУР, управление 4 радарами MR090. Сухопутный вариант — по 4 ЗУР на СПУ.6 на HQ-16A

## Разработка
Разработка HQ-16 началась в 2005 году на основе систем Бук-М1» и «Бук-2М» . Комплекс имеет многоженство как экспортных модификаций, а также модификаций именно для Войск ПВО НОАК.
В 2011 году разработка была завершена, и HQ-16 был официально принят на вооружение.
В 2016 году была представлена обновленная версия под названием HQ-16B. За счет улучшенного ракетного двигателя и доработанного крыла дальность полета была увеличена до 70 км. 

## Конструкция

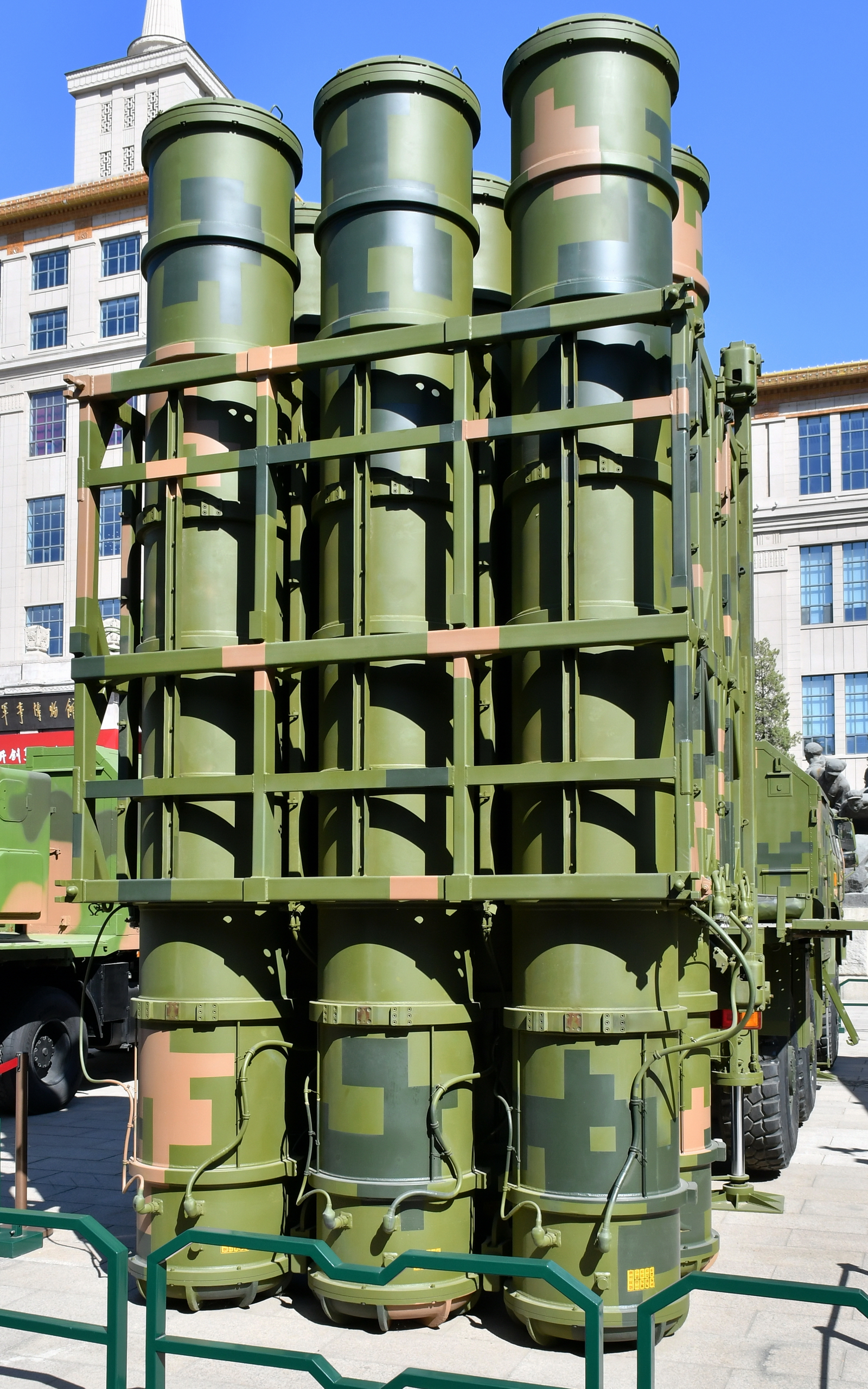
Ракеты HQ-16A в вертикальном стартовом положении

Штатный состав ЗРК: командирская машина, поисковая РЛС, 3 РЛС наведения и 12 подвижных пусковых установок. Каждая пусковая установка несет до 6 ракет. Оборудование технической поддержки включает транспортную и заряжающую машину, машину энергоснабжения, машину технического обслуживания и испытательное оборудование для ракет. Одна машина радиолокационного наведения контролирует от двух до четырех пусковых установок с шестью ракетами, готовыми к запуску. Командирская машина отвечает за отправку информации о цели и боевых приказов.

### Ракеты
Ракета HQ-16 весит 650 кг, имеет длину 5,2 м и диаметр 0,34 м. Может перехватывать летающие воздушные цели на высотах от 15 м до 18 км. Максимальная дальность перехвата для самолетов составляет 40 км, для крылатых ракет — от 3,5 до 12 км при скорости цели до 300 м/с. Производитель заявляет, что вероятность поражения одним выстрелом составляет 85% по самолетам и 60% по крылатым ракетам. Ракета имеет максимальную скорость 1200 м/с.
Система наведения ракеты на маршевом участке — инерциальная, на терминальном участке — полуактивное радиолокационное самонаведение.
Сообщается, что морской вариант ЗРК был разработан для перехвата крылатых ракет на высотах менее десяти метров над поверхностью.

### Радар
В состав ЗРК входит одна поисковая РЛС и 3-х РЛС наведения.
Поисковая РЛС оснащена трёхкоординатным радаром IBIS 150 S-диапазона с пассивной ФАР, установленным на мачте. Когда цель обнаружена, поисковый радар выполняет автоматическую идентификацию «свой-чужой», оценку угрозы, обработку траектории полета и передает информацию о цели на радар сопровождения и наведения. Поисковая РЛС имеет дальность действия 140 км и может обнаруживать цели, летящие на высоте до 20 км. Он может обнаруживать до 144 целей и сопровождать до 48 одновременно.
РЛС наведения оснащена радаром диапазона L с пассивной ФАР, который управляет запуском ракеты и подсветкой цели. Радар имеет дальность действия 85 км и может обнаруживать до 6 целей, отслеживать 4 одновременно и обеспечивать управление огнем 8 ракет.

### Пусковая установка
Самоходная пусковая установка представляет собой грузовик повышенной проходимости 6 × 6 Taian TA5350, разработанный Taian Special Vehicle Company. Он оснащен дизельным двигателем с турбонаддувом Deutz AG BF6M1015 мощностью 250 л.с., производимым по лицензии в Китае. Автомобиль развивает максимальную скорость 85 км/ч при запасе хода по шоссе 1000 км и может преодолевать подъем 60%, боковой уклон 30%, вертикальное препятствие 0,5 м, траншею 0,6 м и брод глубиной 1 м без подготовки.
Перед стрельбой колеса отрываются от земли с помощью 4 гидравлических домкратов, а 6 контейнеров с ракетами отклоняются в вертикальное положение. Ракеты используют систему холодного пуска.